# Paolo Licini
Paolo Licini (Vicenza, 4 aprile 1926 – Roma, 24 luglio 2012) è stato un politico italiano.

## Biografia
Laureato in legge nel 1950, a cavallo tra gli anni settanta e ottanta è stato sindaco della città di Feltre.
È stato Senatore della Repubblica nel corso della VI Legislatura.
In gioventù ha militato come portiere nella squadra di calcio ACIVI Vicenza, con la quale ha disputato le due partite del campionato bellico dell'Alta Italia del 1943, mai passato agli annali, sostituendo il titolare Domenico Rancan partito per il fronte.
La sua fase politica lo ha visto prima rappresentare il Partito Social Democratico e in seguito il Partito Socialista Italiano, dal quale fu infine estromesso in seguito a dissidi nati con De Michelis, leader socialista dell'epoca. Votò la mozione a favore dell'Autostrada Venezia-Monaco, affiancando la Democrazia Cristiana, dal cui senatore Arnaldo Colleselli ebbe pubblici ringraziamenti, in quanto votante determinante al passaggio della specifica.